# グラン・バッサムの歴史都市
グラン・バッサムの歴史都市（グラン・バッサムのれきしとし）は、コートジボワールの南コモエ州の古都グラン・バッサムのうち、フランス植民地時代に築かれた歴史的な町並みが残る地域などを対象として、2012年にUNESCOの世界遺産リストに登録された物件である。植民地時代の古都というだけでなく、独立運動においても重要な役割を果たしたグラン・バッサムの歴史都市は、コートジボワールの世界遺産の中ではコモエ国立公園（1983年登録）以来約30年ぶりの新規登録物件となっただけでなく、同国では初の文化遺産登録となった。

## 歴史
グラン・バッサム（大バッサム）の名前の由来は、コモエ川河口のことをアルサム (Alsam) と呼んでいた人々がかつて存在したことによるという。その人々はこの地に移り住んだ人々だったというが、この地には時代ごとに様々な民族が流入した。グラン・バッサム域内の漁村で暮らすンズィマ人も15世紀末から16世紀初頭にこの地に定住するようになった人々とされる。
この地は19世紀になるとイギリスとフランスが領有をめぐって争うようになるが、そんな中で、フランスは一帯を治めていた首長アテクブレ (Attékeblé) と条約を結び、要塞を建設する許可も得た。1843年に建設されたその要塞がヌムール要塞で、現存はしないが、グラン・バッサムの都市計画は元来このヌムール要塞から拡張する形で展開したものであった。19世紀後半になるとフランス商人が進出するようになり、その一人であったアルチュール・ヴェルディエ (Arthur Verdier) が初代総督となった（在任1870年 - 1880年）。そして、1885年のベルリン条約でフランスの領有が確定すると、フランスは本格的な都市建設に乗り出し、グランバッサムを最初の首都とした。グラン・バッサムはエブリエ潟と大西洋に挟まれた細長い土地に発達した。

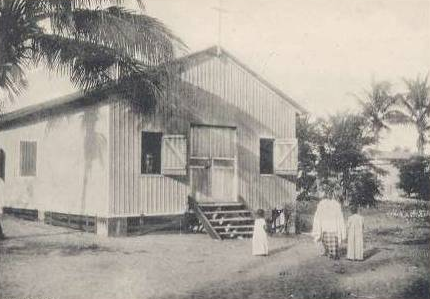
1896年設立のキリスト教聖堂

グラン・バッサムは1893年に首都となり、換金作物栽培地の拡大をはじめとする植民地開発の拠点として大きな役割を果たしたが、1899年の黄熱病の大流行では人口の4分の3が失われる事態となり、1900年にはバンジェルヴィルに遷都された。その後も南東部の主要な港町として一定の繁栄は見られたが、グラン・バッサムの西方、同じエブリエ潟沿いに位置するアビジャン（1934年にバンジェルビルから遷都し、1983年まで首都であった）が成長し、そこにエブリエ潟と外洋を結ぶヴリディ運河（1950年）が開通して港湾機能が高まると、グラン・バッサムの地位は低下した。
1970年代以降、歴史的建造物群の保存や修復が意識されるようになり、現在のグラン・バッサムは歴史的建造物と海水浴場を特色とする観光地になっている。

## 登録経緯
コートジボワールの世界遺産条約締約は1981年1月9日のことで、アフリカでは12番目の締約国であった。そして、ニンバ山厳正自然保護区の拡大登録（1982年）、タイ国立公園（1982年）、コモエ国立公園（1983年）と世界遺産（自然遺産）登録を進めたが、ながらく文化遺産の登録はなかった。このため、コートジボワール当局は文化遺産の登録を強く望み、UNESCO事務局長松浦晃一郎（在任1999年 - 2009年）が2004年に大統領ローラン・バグボ（在任2000年 - 2011年）と会談した際には、グラン・バッサムを文化遺産第1号として推薦する強い意向が示されたという。
コートジボワールの世界遺産の暫定リストにグラン・バッサムが正式に記載されたのは2006年11月29日のことであった。最初の推薦は2008年2月1日に行われたが、それを踏まえた翌年の第33回世界遺産委員会（セビリア）の審議結果は「情報照会」であった。情報照会決議の理由になったのは、その時点の推薦範囲にンズィマ人地区が含まれていなかったことや、比較研究の不足、保全計画の不備などが理由であった。
コートジボワール当局は2010年に世界遺産基金から登録準備の助成も受けつつ、推薦書を練り直した。再考においてンズィマ人地区も構成資産に含められ、サン＝ルイ島（セネガルの世界遺産）、ラム旧市街（ケニアの世界遺産）などにとどまらず、世界遺産未登録の植民都市などまで比較対象に入れる形で「顕著な普遍的価値」の証明が行われるなどした。
改訂された推薦書は2012年1月30日に提出されたが、それに対し、世界遺産委員会の諮問機関である国際記念物遺跡会議 (ICOMOS) は、世界遺産としての「顕著な普遍的価値」は認めたものの、緩衝地帯をさらに拡大すべきことなど、管理・保全方面での注文をつけ、再度「情報照会」とすべきことを勧告した。
しかし、その年の第36回世界遺産委員会（サンクトペテルブルク）では、ICOMOSが勧告していたほぼすべての改善要求が併記される形ではあったが、逆転で登録が認められた。

### 登録名
世界遺産としての正式登録名は、Historic Town of Grand-Bassam （英語）、Ville historique de Grand-Bassam （フランス語）である。その日本語訳は資料によって以下のように若干の違いがある。
- グラン・バッサム歴史都市 - 日本ユネスコ協会連盟[1]
- グラン・バッサムの歴史都市 - 世界遺産アカデミーほか[14][15][16]
- グラン・バッサムの歴史地区 - 西和彦[17]
- 歴史都市グランバッサム - 谷治正孝[18]

## 登録対象

グラン・バッサムの観光案内図
（地図下部の横長の地域に登録対象が含まれる）

現在のグラン・バッサムは面積400 km2で、日本でいうと東京23区の約3分の2ほどの面積である。そのうち世界遺産に登録されているのは1.1 km2で、この世界遺産は「歴史都市」(La ville historique, ID1322-001) と「灯台」(Le phare, ID1322-002) という2つの構成資産に分かれている。前者はその中がさらに（ヨーロッパ人の）居住地区、行政地区、商業地区、ンズィマ人地区という4つの要素に分けられる。

### 歴史都市
歴史都市はエブリエ潟と大西洋に挟まれた細長い土地に位置し、フランスが格子状の街路に基づく都市計画を展開してきた。その中は西から順に以下の4つの区画に分かれる。

#### 居住地区
居住地区 (la zone résidentielle) は約30haの土地に130軒ほどの建物が見られるが、稠密というほどではないので、地区には木が植えられているスペースも存在している。住居の基本設計としてはファサードに柱があることや、羽根板のついた鎧戸の存在が指摘されており、新古典主義様式が多く見られる。居住地区と名がついてはいるが、官舎や学校といった公共性の高い建物もいくらかは見られる。観光地化が進められ、海水浴場沿いにホテルが建てられているのもこの地域である。

#### 行政地区
行政地区 (la zone administrative) は約23haの地区に、植民地時代の官庁などが残っている。古い建物としては首都になった1893年に建てられた旧総督府（現 服飾博物館）、その翌年に建てられた旧郵便局・税関（現 グラン・バッサム文化遺産センター）などがあるが、都市計画は1909年以降に整えられたものである。ほかの目立つ建物としては、旧財務省（現 司教館）、裁判所、県庁舎、市庁舎などがある。

#### 商業地区
前述の通り、グラン・バッサムには首都になる前から商人たちが進出していた。商業地区 (la zone commerciale) は約15haの地区で、市内でも最古に属する街区である。19世紀後半に建設が始まり、1920年代から30年代頃の建物も多く残る。植民地時代にはコートジボワール最大の商業地だったが、現在ではその機能は失われ、中産階級から低所得者層が多く住んでいる。

#### ンズィマ人地区
ンズィマ人地区 (le village N'zima) は歴史都市の東端を占める地区で、面積は約10haである。ヨーロッパ人の入植以前からンズィマ人が暮らす集落だったが、グラン・バッサムの都市計画が拡張していくに従い、計画都市に組み込まれ、格子状に整備された街路が見られる。ただし、ンズィマ人地区のうち、商業地区から遠い東端には、伝統的な漁村としての生活様式が保持されている地域も残り、古来の住居様式も見られる。ンズィマ人地区と商業地区の境界域に当たるアビサ広場とアビサ大通りは、伝統的な祭事が行われる場所でもある。その祭事は10月末から11月初旬に1週間行われることから、その時期を観光客が訪れる最適な時期と位置づける者もいる。

### 灯台
灯台は1913年から1914年にかけて建設されたもので、高さ17mの石造である。灯台のある地区はエブリエ潟とコモエ川に挟まれた半島部に位置し、1950年代まで使われていたが、アビジャンのポール＝ブエ (Port-Bouët) が成長して、グラン・バッサムが主要な港としての地位を喪失すると廃れてしまった。

## 登録基準
この世界遺産は世界遺産登録基準のうち、以下の条件を満たし、登録された（以下の基準は世界遺産センター公表の登録基準からの翻訳、引用である）。
- (3) 現存するまたは消滅した文化的伝統または文明の、唯一のまたは少なくとも稀な証拠。
  - 世界遺産委員会の決議文では、この登録理由について、「グラン・バッサムはその良好に保存された都市機構を通じて、植民地時代の首都、旧フランス領西アフリカの行政センター、地方の商業的ハブとしての役割と結びついた重要な文化的伝統の証拠を備えている。1880年代から1950年代まで、街はアフリカ、ヨーロッパ、中東の様々な人々を呼び寄せた。その共存は調和的なものであったが、同時に対立的なものであった」[22]と説明されている。

- (4) 人類の歴史上重要な時代を例証する建築様式、建築物群、技術の集積または景観の優れた例。
  - 世界遺産委員会の決議文では、この基準の適用理由について、「グラン・バッサムは、植生が重要な役割を持っていた都市全体のネットワークの中で特化した諸地区とともに、合理的な植民地都市計画の顕著な例を構成している。植民地の建築物の特色は、熱帯という立地に適合した衛生原理を駆使し、機能的で落ち着きのある様式ということである。ンズィマ人地区の地元住居の編成は、先住民族の諸価値が変わらないことを示しつつも、このアプローチを反響させたものとなっている」と説明されている[22]。